# Dzidzio
 (janvier 2020).
Dzidzio est un groupe de musique ukrainien aux chansons pop empreintes d'humour,. 
Le groupe a été fondé en février 2009 à Novoïavorivsk, en Ukraine. Il a commencé son succès grâce à une chanson écrite par Kouzma Skriabine, Yalta. Par la suite sa popularité sur Internet a encore augmenté grâce à son « quatrième membre », un cochon nommé Meison, son museau servant de logo au groupe. 
Il sort trois albums, Хa-xa-xa (Ha Ha Ha) (2012) Dzidzio Хіти (Dzidzio Hits) (2014) et Dzidzio Super-Puper (2018). 
Il donne des concerts en soutien au mouvement Euromaïdan. 

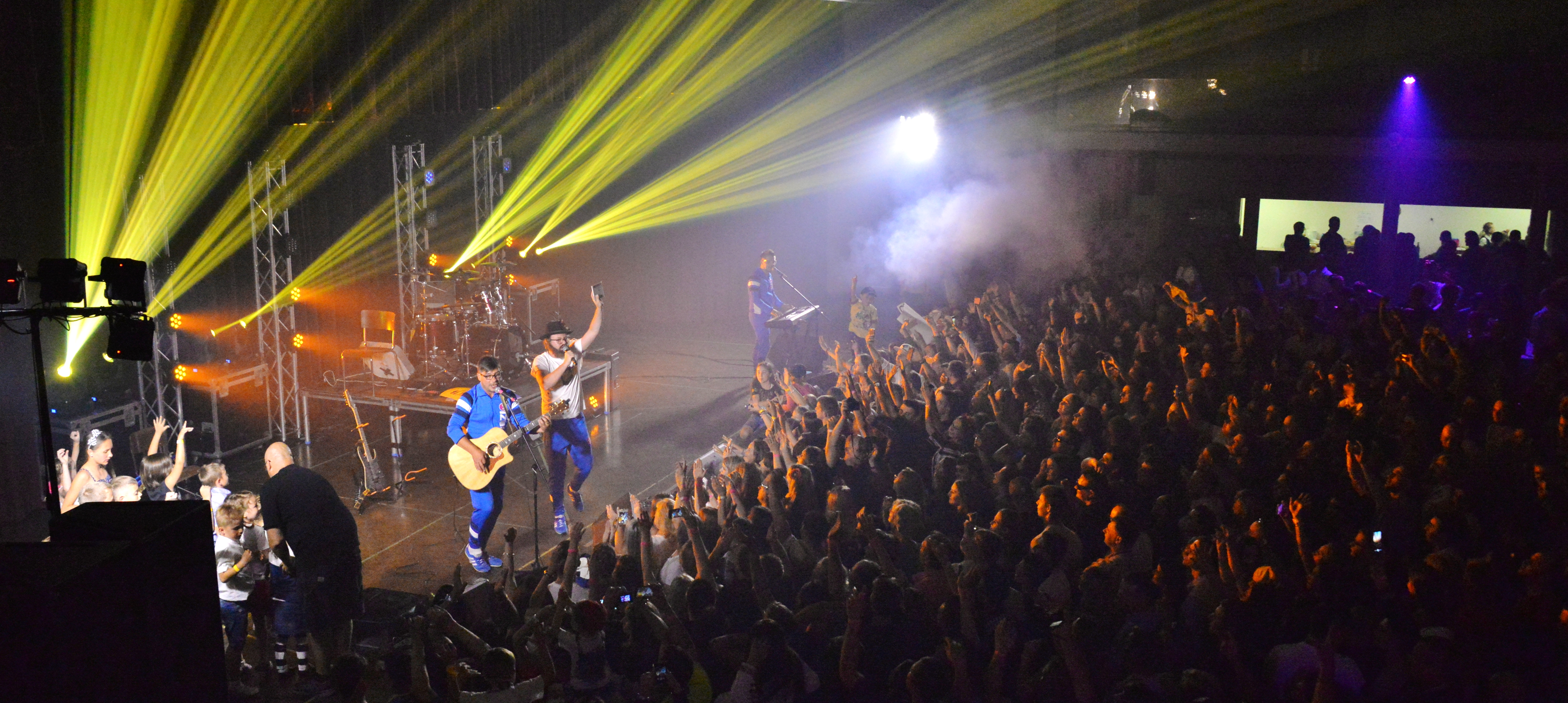
Dzidzio en concert à Toronto en juillet 2015.

Le groupe fait des apparitions dans la série télévisée ukrainienne Serviteur du peuple[réf. nécessaire].

## Discographie

### Albums
- 2018   - Dzidzio Super-Puper

| No | Titre                               | Musique     | Paroles                |
| -- | ----------------------------------- | ----------- | ---------------------- |
| 1  | Banda-Banda                         | M. Khoma    | M. Khoma               |
| 2  | Vyhidniy                            | M. Khoma    | M. Khoma               |
| 3  | 108                                 | M. Khoma    | M. Khoma, Ya. Tovstyga |
| 4  | Ptahopodibna                        | M. Khoma    | M. Khoma               |
| 5  | Marsik                              | M. Khoma    | M. Khoma, V. Parfenyuk |
| 6  | Marshrutka                          | A. Kuzmenko | A. Kuzmenko            |
| 7  | Ne matiukaisia                      | M. Khoma    | M. Khoma, V. Parfenyuk |
| 8  | Ne matiukaisia (version concert)    | M. Khoma    | M. Khoma, V. Parfenyuk |
| 9  | Ya yidu do mamy                     | M. Khoma    | M. Khoma               |
| 10 | Chekayu. Ciom (feat Olya Cybulska)  | O. Cybulska | O. Cybulska            |
| 11 | Rozluk ne bude (feat Ivan Popovich) | B. Grytsak  | B. Grytsak             |

- 2014 - Dzidzio Hity

| No | Titre                                         | Musique            | Paroles                |
| -- | --------------------------------------------- | ------------------ | ---------------------- |
| 1  | Ya i Sara                                     | M. Khoma           | M. Khoma               |
| 2  | Susidy                                        | M. Khoma           | M. Khoma               |
| 3  | Pavuk                                         | M. Khoma           | M. Khoma, V. Parfenyuk |
| 4  | Un ya - un ya                                 | M. Khoma           | M. Khoma               |
| 5  | 3 v 1                                         | M. Khoma           | M. Khoma               |
| 6  | Meni povezlo                                  | M. Khoma           | M. Khoma               |
| 7  | Ja cie kocham                                 | M. Khoma, O. Turko | M. Khoma, O. Turko     |
| 8  | Kobita                                        | M. Khoma           | V. Baranov             |
| 9  | Vasylyna                                      | I. Popovych        | A. Dragomyretskiy      |
| 10 | Staryi rik minae                              | folklore           | folklore               |
| 11 | Kadilak (DJ Ozeroff & DJ Sky Edit)            | M. Khoma           | M. Khoma               |
| 12 | Das ist gut fantastisch (Dawson & Creek Edit) | M. Khoma, O. Turko | M. Khoma, O. Turko     |
| 13 | Ya i Sara (DJ Ozeroff & DJ Sky Edit)          | M. Khoma           | M. Khoma               |
| 14 | Pavuk (DJ Ozeroff et DJ Sky Edit)             | M. Khoma           | M. Khoma, V. Parfenyuk |

- 2012   - Ha-ha-ha

| No | Titre                     | Musique            | Paroles            |
| -- | ------------------------- | ------------------ | ------------------ |
| 1  | Un ya - un ya             | M. Khoma           | M. Khoma           |
| 2  | Yalta                     | A. Kuzmenko        | A. Kuzmenko        |
| 3  | Sama-sama                 | M. Khoma, O. Turko | M. Khoma, O. Turko |
| 4  | Gopa-gopa                 | A. Kuzmenko        | A. Kuzmenko        |
| 5  | Kobita                    | M. Khoma           | V. Baranov         |
| 6  | Kadilak                   | M. Khoma           | M. Khoma           |
| 7  | Busku                     | M. Khoma, O. Turko | M. Khoma, O. Turko |
| 8  | Ja cie kocham             | M. Khoma, O. Turko | M. Khoma, O. Turko |
| 9  | Goli divchata             | A. Kuzmenko        | A. Kuzmenko        |
| 10 | Serenada                  | O. Turko           | O. Turko           |
| 11 | Das ist gut fantastisch   | M. Khoma, O. Turko | M. Khoma, O. Turko |
| 12 | Hahaha                    | M. Khoma, O. Turko | M. Khoma           |
| 13 | Stari fotografiyi         | A. Kuzmenko        | A. Kuzmenko        |
| 14 | Ja cie kocham (en direct) | M. Khoma, O. Turko | M. Khoma, O. Turko |

### Simple
| Titre                                            | Musique              | Paroles  | Année |
| ------------------------------------------------ | -------------------- | -------- | ----- |
| Ja cie kocham (version sympho) (feat A. Dolesko) | M. Khoma, A. Dolesko | M. Khoma | 2015  |

## Clips
| Année | Titre                                      | Réalisateur             | Caméra        | Écrivain                |
| ----- | ------------------------------------------ | ----------------------- | ------------- | ----------------------- |
| 2017  | Vyhidniy                                   | L. Kolosovsky           | V. Voronin    | M. Khoma, L. Kolosovsky |
| 2017  | Chekayu. Ciom                              | D. Manifest, D. Shmurak | D. Manifeste  |                         |
| 2017  | Banda-Banda                                | V. Shurubura            | O. Roschin    | V. Shurubura, M. Khoma  |
| 2017  | Ne matiukaisia                             | V. Pravdin              | V. Melnyk     | Pravdin Production      |
| 2016  | 108                                        | L. Levitski             | O. Khoroshko  | L. Levitski, M. Khoma   |
| 2016  | Ptahopodibna                               | V. Shurubura            | O. Roschin    | V. Shurubura            |
| 2016  | Marsik                                     | S. Tkachenko            | O. Khoroshko  | S. Tkachenko            |
| 2015  | Ya yidu do mamy                            | O. Denysenko            | O. Roschin    | Lee Lamen, O. Denysenko |
| 2015  | 3 v 1                                      | I. Butylyuk             | I. Butylyuk   | I. Butylyuk             |
| 2014  | Pavuk                                      | M. Khoma                | O. Pozdnyakov | M. Khoma                |
| 2013  | Staryi rik minae                           | V. Shurubura            | A. Vynnyk     | V. Shurubura, A. Vynnyk |
| 2013  | Ya i Sara                                  | V. Shurubura            | V. Shurubura  | V. Shurubura, A. Vynnyk |
| 2013  | Meni povezlo                               | O. Denysenko            | O. Roschin    | O. Denysenko            |
| 2013  | Susidy                                     | V. Shurubura            | V. Shurubura  | V. Shurubura            |
| 2012  | Das ist gut fantastisch (version Internet) | V. Shurubura            | V. Shurubura  | V. Shurubura            |
| 2012  | Hahaha                                     | V. Shurubura            | V. Shurubura  | M. Khoma                |
| 2012  | Kadilak                                    | V. Shurubura            | V. Shurubura  | V. Shurubura, M. Khoma  |
| 2011  | Sama-sama                                  | V. Shurubura            | V. Shurubura  | V. Shurubura            |
| 2011  | Yalta                                      | V. Shurubura            | V. Shurubura  | V. Shurubura            |
| 2009  | Stari fotografiyi                          | V. Yermolenko           |               |                         |

## Vidéos (Dzidziofilm)
| Année | Titre                               | Réalisateur         | Caméra              | Écrivain     |
| ----- | ----------------------------------- | ------------------- | ------------------- | ------------ |
| 2016  | Marsik (non censuré)                | M. Khoma            | O. Roschin          | M. Khoma     |
| 2015  | Ya yidu do mamy                     | M. Khoma            | O. Roschin          | M. Khoma     |
| 2014  | Angely chudyatsya                   | M. Khoma, T. Dron » | O. Roschin          | M. Khoma     |
| 2014  | Pavuk (non censuré)                 | M. Khoma, T. Dron » | O. Pozdnyakov       | M. Khoma     |
| 2013  | Lyst do Mykolaya                    | M. Khoma, T. Dron » | M. Khoma, T. Dron » | M. Khoma     |
| 2013  | Povna sraka (non censuré)           | V. Shurubura        | V. Shurubura        | M. Khoma     |
| 2013  | Narodzhennya legendy (dessin animé) | studio KEMEO        | studio KEMEO        | studio KEMEO |
| 2012  | Ha-ha-ha (non censuré)              | V. Shurubura        | V. Shurubura        | M. Khoma     |
| 2012  | Kadilak (non censuré)               | V. Shurubura        | V. Shurubura        | M. Khoma     |
| 2011  | Sama-sama (non censuré)             | V. Shurubura        | V. Shurubura        | M. Khoma     |
| 2011  | Yalta (non censuré)                 | V. Shurubura        | V. Shurubura        |              |

## Récompenses et nominations
| Année | Prix                 | Nomination                                 | Résultat   |
| ----- | -------------------- | ------------------------------------------ | ---------- |
| 2014  | YUNA (uk)            | Meilleur Groupe                            | Nomination |
| 2015  | YUNA (uk)            | Meilleur Groupe                            | Nomination |
| 2015  | M1 Music Awards (uk) | Meilleur Groupe                            | Gagné      |
| 2016  | YUNA (uk)            | Meilleur Groupe                            | Nomination |
| 2016  | YUNA (uk)            | Meilleur management (Meison Entertainment) | Nomination |